# Salón del Automóvil Internacional de Norteamérica

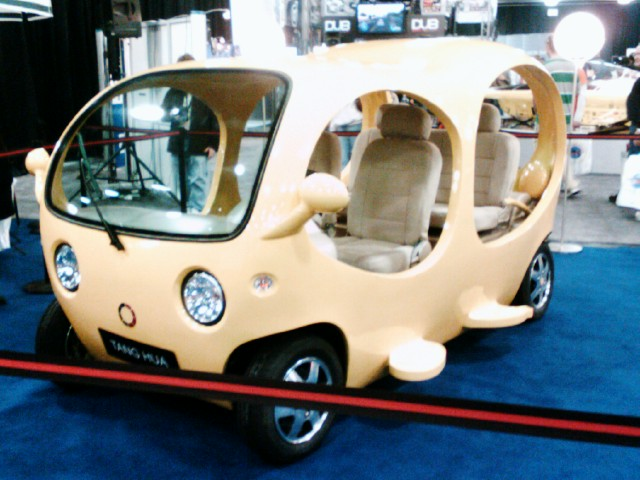
Coche eléctrico anfibio en NAIAS 2008.

El Salón del Automóvil Internacional de Norteamérica, también conocido como Salón del Automóvil del Detroit (nombre oficial desde 1989: "North American International Auto Show", abreviado NAIAS) es un salón del automóvil que se celebra cada enero en Detroit, Estados Unidos de América. Desde la edición de 1961 hasta la fecha, el salón se celebra en el Cobo Hall, cerca de la sede de los tres grupos automotrices más importantes de ese país: Chrysler, Ford Motor Company y General Motors.
La primera edición del Salón de Detroit se celebró en 1907. El salón se mantuvo en el calendario desde entonces, salvo entre 1943 y 1952, durante y luego de la Segunda Guerra Mundial. Hasta 2006, era el único salón reconocido oficialmente por la Organisation Internationale des Constructeurs d'Automobiles.